# Charlotte Fich
Pour les articles homonymes, voir Fich et Fich (homonymie).
Charlotte Fich, née le 26 septembre 1961, est une actrice danoise de théâtre, de cinéma et de télévision.
Elle est connue pour son rôle de la policière Ingrid Dahl dans la série télévisée danoise primée aux Emmy en 2002 Unit One (danois : Rejseholdet, 2000-2004).

## Biographie
Charlotte Fich est mariée au réalisateur danois Per Fly.

## Filmographie partielle

### Au cinéma
- 1993 : Kalder Katrine  (da) (court métrage)
- 1997 : Det store flip (da) : Carla (non créditée)
- 1998 : Når mor kommer hjem... (da) : Kvinde
- 2003 : Se dagens lys (da)
- 2005 : Homicide (Drabet) : Lisbeth
- 2005 : Kinamand (da) : Rie
- 2007 : Just Another Love Story (Kærlighed på film) de Ole Bornedal : Mette
- 2008 : To verdener : Jette
- 2009 : Over gaden under vandet (da) : Teaterspeaker
- 2009 : Headhunter (da) : Pernille (voix)
- 2009 : Vanvittig forelsket (da) : Birgitte
- 2009 : Original (da) : Dr Helm
- 2010 : Hold om mig (da) : Saras mor
- 2011 : Alle for én (da) : Line
- 2012 : Fuglejagten (da) : Pia
- 2012 : En plats i solen (sv) : Vibeke Jensen  (vidéo)
- 2014 : A Second Chance (En chance til) : Dommer
- 2015 : Mennesker bliver spist (da) : Hanne
- 2019 : Between a Rock and a Hard Place (da) : Therese (court métrage)
- 2019 : Max : Max' mor (court métrage)
- 2021 : Halbal : Eva (court métrage)

### À la télévision
- 1993 : Jul i Juleland
- 1997 : Taxa (série télévisée)
- 1998 : Deadline
- 1999 : Pas på mor (da) (série télévisée)
- 2000-2003 : Rejseholdet
- 2003 :  Som man behager : Rosalinde (téléfilm)
- 2010 : Lærkevej (série télévisée)
- 2015 : Rita (série télévisée, saison 3)
- 2016-2017 : Black Widows (en) (série télévisée)
- 2017 : Mercur

## Prix
- 2005 : Prix Bodil de la meilleure actrice dans un second rôle pour Homicide (Manslaughter)
- 2005 : Prix Robert de la meilleure actrice dans un second rôle pour Homicide (Manslaughter)
- 2007 : Prix Bodil de la meilleure actrice dans un second rôle pour Just Another Love Story (Kærlighed på film)
- 2007 : Zulu Award de la meilleure actrice dans un second rôle pour Just Another Love Story (Kærlighed på film)